# Gobierno de Miguel Díaz-Canel

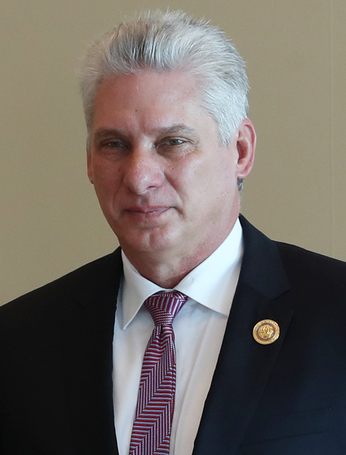
Miguel Díaz-Canel en 2019.

El gobierno de Miguel Díaz-Canel comenzó en 2018, siendo el tercer gobierno consecutivo del Partido Comunista de Cuba y sucediendo a Raúl Castro como presidente de los Consejos de Estado y de Ministros de la República de Cuba. Tras 2019 Díaz-Canel fue nombrado presidente de Cuba.
A nivel legislativo, se reformó la constitución de Cuba en 2019. A nivel económico, el país declaró una «economía de guerra» en 2024 debido a la crisis económica que atraviesa actualmente. A nivel social ha habido protestas en 2020, 2021 y 2024. Para 2023 había 1066 presos políticos en la isla, entre esos, detenidos por dichas protestas. Desde 2022 más de 850.000 cubanos han emigrado, el éxodo más grande en la historia del país.
A nivel electoral se promovió el referéndum de 2022, donde se aprobó el matrimonio igualitario y la adopción para parejas del mismo sexo.

## Asunción

### Presidente de los Consejos de Estado y de Ministros de Cuba
Díaz-Canel fue nombrado presidente del Consejos de Estado y de Ministros de la República de Cuba el 19 de abril de 2018, cuando se constituyó la IX Legislatura de la Asamblea Nacional de Cuba para el período 2018-2023. Castro dejó los cargos de presidente de los Consejos de Estado y de Ministros de Cuba en 2018, aunque retuvo la posición de primer secretario del Partido Comunista de Cuba.
El proceso de elección tomó dos días. En el primero, el 18, fue presentada y votada por grupo de diputados de una lista, para conformar el Consejo de Estado encabezada por Díaz-Canel como presidente y Salvador Valdés Mesa como vicepresidente. El 19 fueron anunciados los resultados y posesionados los nuevos funcionarios nombrados entre los diputados electos en los comicios 2017-2018.
En su primer discurso como presidente, Díaz-Canel declaró que Raúl Castro «encabezará las decisiones para el presente y futuro de la nación».

### Presidente de Cuba y primer secretario del PCC
El 10 de octubre del 2019, Díaz Canel fue nombrado como presidente de la República de Cuba por la Asamblea Nacional del Poder Popular, de Cuba por un mandato de cinco años reelegible por única vez, según la nueva constitución de 2019.
En 2021 se convierte en primer secretario del Partido Comunista de Cuba, en reemplazo de Raúl Castro.

## Política nacional

### Política legislativa

#### Decreto 349
El Decreto 349 es una ley cubana de 2018 que exige que los artistas obtengan un permiso previo para exposiciones y actuaciones públicas y privadas.  La ley fue propuesta por primera vez el 20 de abril de 2018 por el presidente cubano Miguel Díaz-Canel y fue publicada en la Gaceta de Cuba el 10 de julio.
La ley otorga al gobierno el derecho de cerrar las ventas de arte y libros, exposiciones, conciertos y espectáculos que contengan contenido prohibido. En particular, la ley prohíbe el arte que contenga «lenguaje sexista, vulgar y obsceno» y el arte que utilice «símbolos nacionales» para «contravenir la legislación vigente». Los inspectores del gobierno multan a quienes infringen la ley y confiscan las obras de arte que contravienen la ley.  Los artistas también tienen prohibido vender obras de arte sin la aprobación del gobierno.

#### Constitución de 2019
En 2018 Raúl Castro promovió el proyecto de una nueva constitución cubana, de la que ya se realizaban estudios previos. Díaz-Canel formó parte de la comisión redactora de dicha constitución, junto a Raúl Castro y otros 31 diputados de la ANPP seleccionados por esta. Posteriormente el proyecto de la misma fue discutido por la población cubana en centros laborales, educacionales y los barrios. Este proceso de discusión derivó en cambios en un 60 % del articulado de la nueva constitución.[cita requerida]

### Política económica
La nación ha estado lidiando con una crisis económica intensa, manifestándose en la falta de alimentos, medicamentos y combustible, una parcial dolarización de la economía, devaluación del peso cubano, cortes de electricidad regulares y una alta inflación. Factores como la pandemia, las sanciones por parte de Estados Unidos han sido usadas para justificar la crisis, sin embargo, decisiones de política económica interna han contribuido a esta crisis, impulsando la emigración y el malestar social.[cita requerida] Alejandro Gil, ministro de Economía, señaló las dificultades para «estabilizar la situación macroeconómica», haciendo énfasis en los desafíos que enfrentan las exportaciones y la producción nacional.
Se ha registrado un notable incremento en la inflación. Según la Oficina Nacional de Estadística e Información, la tasa interanual en 2022 fue del 39.07%. Sin embargo, algunas estimaciones sugieren que la inflación en el mercado informal pudo haber alcanzado hasta el 500% en 2021, agravándose en los años siguientes.

### Política energética
En 2023 se reportó una crisis energética en Cuba. Ha habido informes de largas colas en las estaciones de gasolina y racionamiento de combustible. El presidente Díaz-Canel ha señalado a los aliados internacionales por no cumplir con los suministros de combustible prometidos, específicamente mencionando a Venezuela y Rusia como puntos centrales en esta situación.

### Política de alimentación
Un informe de la OCDH señala que Cuba enfrenta una crisis generalizada, caracterizada por la escasez de alimentos y combustible, apagones frecuentes, pobreza y falta de mano de obra. Estos problemas están afectando severamente a la población cubana y limitando el crecimiento del país.

### Política en derechos humanos

#### Legalización del matrimonio igualitario
Díaz-Canel ha manifestado su apoyo al matrimonio entre personas del mismo sexo. Bajo su gobierno, se respaldó la opción "Sí" en el referéndum de Cuba 2022 sobre el nuevo Código de las Familias, que legalizó el matrimonio igualitario, la adopción entre personas del mismo sexo y la gestación subrogada no comercial.

#### Acusaciones de violaciones a los derechos humanos
Un informe del OCDH expresó una profunda preocupación por la situación de los derechos humanos en Cuba, señalando la falta de una respuesta internacional adecuada ante las acciones del gobierno cubano. Además, hizo un llamado a la comunidad internacional a reconsiderar la aspiración de la isla de obtener un asiento en el Consejo de Derechos Humanos de las Naciones Unidas. También se mencionó la anticipada visita a Cuba del representante especial para los derechos humanos de la Unión Europea, Eamon Gilmore.
Organizaciones como el Observatorio Cubano de Derechos Humanos condenaron la represión y llamaron a respetar el derecho de los ciudadanos a manifestarse pacíficamente.

### Política electoral

#### Elecciones presidenciales de 2023
El 13 de octubre de 2023, Miguel Díaz-Canel, fue reelegido en un proceso ampliamente cuestionado con el 97,66% para un segundo mandato de cinco años como líder de Cuba. Este hecho marcó 65 años de control del Partido Comunista de Cuba sobre la administración política del país. La estructura de esta elección fue influenciada en gran medida por el diseño dejado por Raúl Castro, el predecesor y mentor de Díaz-Canel. De los 462 diputados presentes en el Palacio de las Convenciones de La Habana, 459 expresaron su apoyo a Díaz-Canel. Previo a la votación, los diputados revisaron la biografía oficial del presidente. En sus palabras post-electorales, Díaz-Canel afirmó que representaría los «intereses de la mayoría».
En este contexto, también se llevó a cabo una renovación de otros cargos, incluyendo la vicepresidencia y la posición del primer ministro. Voces críticas han señalado la falta de incertidumbre en los resultados electorales como indicativo de una democracia limitada. Manuel Cuesta Morúa, un notable opositor, ha expresado preocupaciones sobre el proceso democrático en Cuba a raíz de esta elección.

### Política en medios de comunicación
En noviembre de 2021 el gobierno cubano le retiró brevemente las credenciales a la agencia EFE en la isla, un equipo de cinco personas, restableciéndole a dos de ellos las suyas. Entre 2022 y 2024 al menos 150 periodistas cubanos se fueron al exilio.

## Política exterior

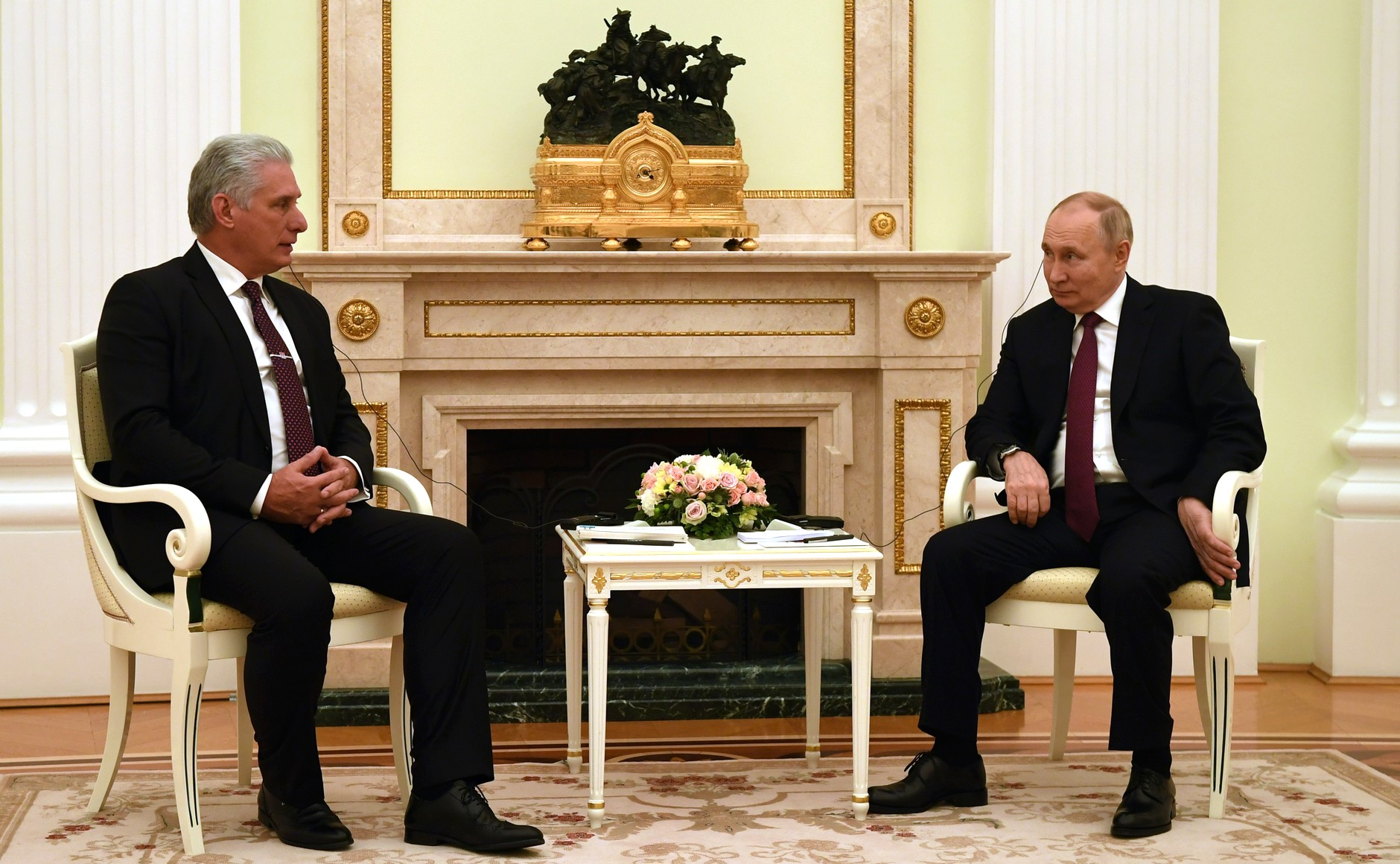
El presidente ruso Vladímir Putin y Miguel Díaz-Canel en 2022.

En su primer discurso como presidente, Díaz-Canel declaró: «La política exterior cubana se mantendrá inalterable y Cuba no hará concesiones ni aceptará condicionamientos».

### Rusia
Díaz-Canel apoyó a Rusia durante la invasión rusa de Ucrania de 2022.

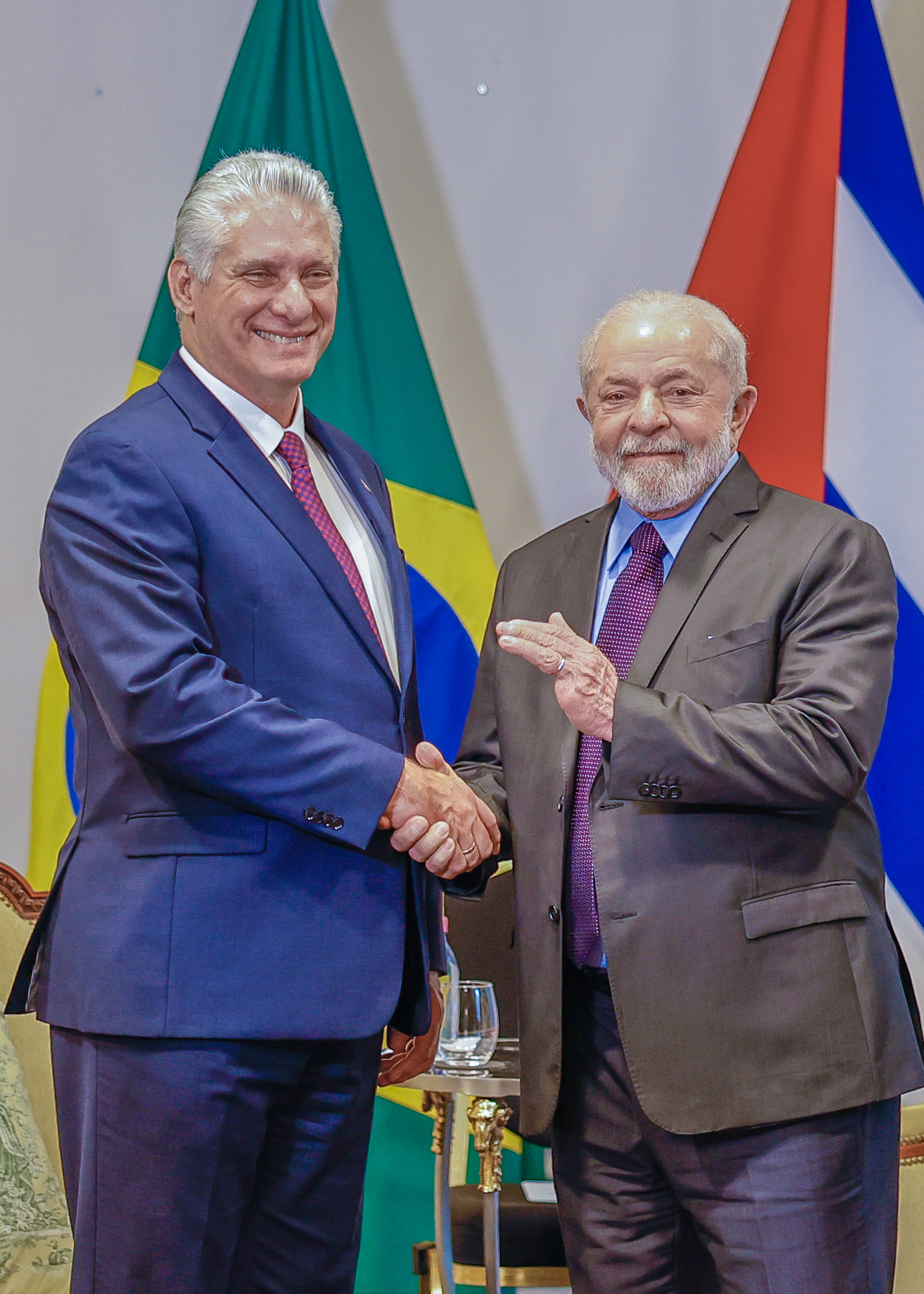
Díaz-Canel con el presidente brasileño Lula Da Silva en 2023.

### Organismos internacionales

#### ONU
Durante el gobierno de Miguel Díaz-Canel, las votaciones de la Asamblea General de la ONU sobre el proyecto de resolución contra el embargo estadounidense a Cuba han mantenido un apoyo abrumador a favor de la isla, con Estados Unidos e Israel como únicos votos en contra. Los resultados específicos son los siguientes.
Votaciones bajo el mandato de Díaz-Canel
**2024**:
**187 votos a favor**, **2 en contra** (EE. UU. e Israel) y **1 abstención** (Moldavia).
El canciller cubano Bruno Rodríguez denunció las políticas de Trump y calificó el bloqueo como una guerra económica extrema.
**2023**
- **187 votos a favor**, **2 en contra** (EE. UU. e Israel) y **1 abstención** (Ucrania).
**2021**
**184 votos a favor**, **2 en contra** (EE. UU. e Israel) y **3 abstenciones** (Colombia, Brasil y Ucrania).
4. **2018**:
- **189 votos a favor**, **2 en contra** (EE. UU. e Israel).
hubo un Apoyo casi unánime**: Desde 1992, la resolución se aprueba con una mayoría superior al 95% de los países miembros.
Según el informe cubano presentado en la ONU en 2024, el bloqueo ha causado daños por **más de 16.000 millones de dólares** (14 millones de días)
Países como Perú y San Cristóbal y Nieves destacaron que el embargo impide el desarrollo sostenible de Cuba
Respuesta internacional
-**Declaraciones regionales**: El G77, el Movimiento de Países No Alineados (MNOAL) y la CELAC respaldaron unánimemente la resolución
Críticas al doble rasero**: Guatemala y otros países señalan que el bloqueo viola la Carta de la ONU y el derecho internacional.
Durante otra sesión del debate general de la Asamblea General de las Naciones Unidas, el líder cubano Miguel Díaz-Canel arremetió contra las sanciones económicas de los Estados Unidos contra Cuba, calificándolas de «guerra económica despiadada». Fue presidente temporal del G-77 más China.Díaz-Canel aterrizó en Nueva York en su segunda visita a los Estados Unidos para participar en la Asamblea General de la ONU. Antes de esta visita, Díaz-Canel fue el anfitrión de una cumbre en La Habana del G-77+China. Comenzó su agenda con una reunión privada con la representante estadounidense Barbara Lee, quien ha apoyado la normalización de las relaciones con Cuba.

## Oposición

### Protestas y detenciones
Desde su llegada a la presidencia del país, y en pleno auge a partir de 2021, bajo la administración de Miguel Díaz-Canel, se han registrado múltiples incidentes de represión contra disidentes y la ciudadanía en general. De acuerdo con un informe del Observatorio Cubano de Derechos Humanos (OCDH), en septiembre de 2023 se documentaron más de 300 acciones represivas.El OCDH destacó la ejecución de al menos 318 actos considerados violentos, que incluyen 88 casos de detenciones arbitrarias y 230 situaciones clasificadas como otros tipos de abusos. Las violaciones reportadas abarcaron un amplio espectro de acciones represivas, como el asedio a domicilios de opositores, especialmente aquellos vinculados a la defensa de derechos humanos, maltratos a prisioneros políticos, cortes en servicios de telecomunicaciones y amenazas, acoso moral, multas y citaciones policiales.
Las tensiones socioeconómicas también han provocado protestas. El 7 de mayo de 2023, en Caimanera, cerca de la base naval de Guantánamo, ciudadanos protestaron expresando su descontento y demandando libertad. Estas manifestaciones fueron respondidas con acciones represivas por las autoridades, resultando en múltiples detenciones.
En respuesta a las crecientes manifestaciones sociales de 2023, el gobierno de Miguel Díaz-Canel ha optado por intensificar las medidas represivas, utilizando la fuerza y la censura para combatir las críticas a su gestión. Estas acciones han generado preocupación tanto a nivel nacional como internacional.

#### Presos políticos
Tras los eventos del 11 de julio de 2021, se ha informado de un aumento en el número de prisioneros políticos en el país hasta 1066 para abril de 2023.